# فير (مدينة)
فير  (بالألمانية: Wehr, Baden-Württemberg) هي مدينة وبلدة ألمانية تقع في Waldshut في ألمانيا. يقدر عدد سكانها بـ 13,001 نسمة .

## المدن التوأمة
مدينة Bandol هي مدينة توأمة لفير .